# دارتمور
دارت موور (انگلیسی: Dartmoor) خلنگزاری در جنوب داون است که در جنوب انگلستان واقع شده است. مساحت این خلنگزار بیش از ۹۵۴ کیلومتر مربع می‌باشد. 
بلندی‌های اطراف این خلنگ زار از انواع سنگ‌ها از جمله سنگ خارا تشکیل شده است.